# 9А38
9А38 — радянська самохідна вогнева установка зенітного ракетного комплексу 2К12М4 «Куб-М4».

## Опис конструкції
Самохідна вогнева установка 9А38 є сполучною ланкою між ЗРК 2К12 «Куб» та 9К37 «Бук». Входить до складу ЗРК 2К12М4 «Куб-М4». Самохідна вогнева установка може самостійно знаходити, розпізнавати та відкривати вогонь по цілях. Таким чином самохідна вогнева установка 9А38 містить у собі функції самохідної пускової установки (СПУ) та самохідної установки розвідки та наведення (СУРН). Самохідна вогнева установка 9А38 здатна знаходити цілі в заданому секторі та виконувати захоплення цілі, автосупровід, вирішувати передстартові завдання та виконувати наведення трьох власних зенітних керованих ракет та трьох зенітних керованих ракет сполученої з нею пускової установки 2П25М3.
Самохідна вогнева установка 9А38 включає наступні елементи: радіолокаційну станцію 9С35, систему життєзабезпечення, цифрову обчислювальну систему, апаратуру навігації, орієнтування та топоприв'язки, систему розпізнавання «Свій-Чужий», телевізійно-оптичний візир, апаратуру зв'язку із самохідною установкою розвідки та наведення 1С91М3 та самохідною пусковою установкою 2П25М3..
9А38 має змінні напрямні для пускового пристрою для зенітних керованих ракет 3М9М3 та 9М38.

### РЛС 9С35
Завдяки прогресу в галузі надвисокочастотного випромінювання, радіолокаційна станція 9С35 може виявляти, супроводжувати і підсвічувати ворожі цілі. 9С35 працює в сантиметровому діапазоні хвиль, використовує два передавачі (один імпульсного випромінювання, другий постійного) і має єдину антену. При труднощах із визначенням дальності або із виявленням і супроводом цілі застосовується датчик безперервного випромінювання. При підсвічуванні цілі для зенітних керованих ракет використовується датчик імпульсного випромінювання.
Пошук цілей ведеться антеною за секторами електромеханічним способом. Моноімпульсний метод використовується під час супроводу цілі. Середній час пошуку по одному сектору складає близько 4 секунд в автономному режимі та 2 секунди в режимі цілевказівки. Один сектор є частиною простору в 120° за азимутом і 6° — 7° за підвищенням. РЛС 9С35 перемикається з чергового режиму у бойовий за 20 секунд.
Точність визначення швидкості цілі становить від -20 до +10 м/с, помилки за дальністю не перевищують 175 м, а середньоквадратична помилка визначення кутових координат не більше 00-50 д. к.

### Ходова частина
Як база використовується шасі виробництва ММЗ, що має індекс ГБТУ «Об'єкт 569» (рос. Объект 569).

## Машини на базі
9А310 — самохідна вогнева установка ЗРК 9К37 «Бук»